# Kureanți, Pohrebîșce
Kureanți (în ucraineană Кур`янці) este un sat în comuna Sarajînți din raionul Pohrebîșce, regiunea Vinnița, Ucraina.

## Demografie
Componența lingvistică a localității Kureanți
     Ucraineană (99,28%)
     Alte limbi (0,72%)
Conform recensământului din 2001, majoritatea populației localității Kureanți era vorbitoare de ucraineană (99,28%), existând în minoritate și vorbitori de alte limbi.